# إيلي كوك
إيلي كوك (بالإنجليزية: Eli Cook) هو كاتب أغاني ومنتج أسطوانات أمريكي، ولد في 24 أبريل 1986 في مقاطعة نيلسون في الولايات المتحدة.

## وصلات خارجية
- إيلي كوك على موقع ميوزك برينز (الإنجليزية)
- إيلي كوك على موقع أول ميوزيك (الإنجليزية)
- إيلي كوك على موقع ديسكوغز (الإنجليزية)